# Trachyoribates rimachensis
Trachyoribates rimachensis är en kvalsterart som först beskrevs av Beck 1965.  Trachyoribates rimachensis ingår i släktet Trachyoribates och familjen Haplozetidae. Inga underarter finns listade i Catalogue of Life.